# 시모우노레이촌
시모우노레이촌(下宇野令村)은 야마구치현 요시키군에 설치된 촌이다. 

## 역사
- 1889년 4월 1일 - 정촌제 시행에 의해 요시키군 시모우노레이촌이 성립하였다.
- 1915년 7월 1일 - 야마구치정과 합병해 새로운 야마구치정이 성립하였다.

## 교통
- 철도성
  - 야마구치선

## 출신인
- 나카하라 주야 (中原中也) - 시인
- 와타나베 요스케 (渡辺世祐) - 역사학자

## 참고문헌
- 角川日本地名大辞典 35 山口県